# Holzauswahl
Als Holzauswahl bezeichnet man im Holzhandwerk, insbesondere in Schreinereien das Begutachten, Auswählen und Herausnehmen von Vollholzmaterialien (Bohlen), Holzwerkstoffen und Furnieren, welche für die Fertigung eines Einrichtungs- oder Möbelstückes benötigt werden, an dessen Lagerplätzen. Der Zweck der Holzauswahl ist es, Material auszuwählen und es anschließend problemlos verarbeiten zu können, welches alle Kriterien für die Verwendung erfüllt. So werden Materialstücke ausgeschlossen, welche beispielsweise nicht die nötigen Maße oder extreme Beschädigungen aufweisen. Ebenso liegt bei der Auswahl die gewünschte(n) Holzart(en) im Fokus.
Die Holzauswahl fordert fachliche Kompetenz, um eine richtige Entscheidung zu treffen, weswegen es sich nicht um eine einfache Auswahl handelt, sondern um den ersten von vielen Arbeitsschritten der Holzbearbeitung (abgesehen von der schriftlichen Planung), welche auch den Transport aus den Lagerstätten der Materialien beinhaltet. Sie ist Bestandteil in den Prüfungen der Ausbildungsberufe Tischler und Holzmechaniker.

## Kriterien
Die Holz- und Holzwerkstoffmaterialien müssen für die Entscheidung bei der Holzauswahl folgende Kriterien erfüllen:
- gewünschte Holz- bzw. Holzwerkstoffart
- ausreichende Maße für die weitere Bearbeitung
- passende Farbgebung, Faserstruktur, keine Beschädigungen
- ausreichende Belastbarkeit bei der Oberflächenbehandlung und bei der späteren Mechanik
- keine starke Beeinflussung durch das Arbeiten des Holzes (quellen und schwinden)
- geeignete Härte und Masse
- Tragfähigkeit (wenn nötig)
- Resistenz gegen Pilz- oder Insektenbefall (wenn nötig)
- Geruchslosigkeit (wenn nötig)
- nachhaltige Bewirtschaftung (wenn nötig)
- angemessener Preis und Verschnittzuschlag (wenn nötig)
- Klangeigenschaften (im Instrumentenbau)

## Transport
In der Regel werden große Stücke, welche man nicht von Hand an sich nehmen kann, mit Hilfsmitteln befördert. So werden Platten häufig mit Plattenhebern aus den Vorrichtungen herausgezogen. Anschließend werden diese mit den Plattenhebern gezogen (in der Regel alleine oder zu zweit) oder zu zweit von Hand getragen.
Bohlen werden aufgrund ihrer Unhandlichkeit und ihres Gewichtes mit einem Gabelstapler transportiert. Der Gabelstapler stellt hierbei nicht nur eine Transportmöglichkeit dar, sondern ist gleichzeitig Vorbeugung gegen Unfälle, welche durch den handlichen Transport entstehen können.
Bei zahlreichen Furnieren für ein Projekt ist es von enormer Bedeutung, dass diese zwischen zwei Platten (z. B.: Spanplatten), die wesentlich länger und breiter sind, als die Furniere selbst gestapelt werden, da Furniere sehr zerbrechlich sind. Beschädigungen können mit hoher Wahrscheinlichkeit entstehen, wenn man mehrere Furniere per Hand zum nächsten Arbeitsplatz trägt. Durch die Platten wird ein sicherer und schadenfreier Transport gewährleistet.
An großen Standmaschinen, wie z. B. CNC-Fräsen oder Plattensägen, sind häufig Plattenkräne integriert, um große Platten einfacher auf die Maschine befördern zu können.